# Prêmio IEEE de Robótica e Automação
O Prêmio IEEE de Robótica e Automação (em inglês:  IEEE Robotics and Automation Award) é um prêmio do campo técnico do Instituto de Engenheiros Eletricistas e Eletrônicos (IEEE), estabelecido pelo Conselho de Administração do IEEE (IEEE Board of Directors) em 2002. Este prêmio é concedido por contribuições no campo da robótica e automação. Pode ser concedido a um indivíduo ou equipe de até três pessoas.
Os recipientes recebem uma medalha de bronze, um certificado e um honorário.

## Recipientes
- 2004: Joseph Engelberger
- 2005: Seiuemon Inaba
- 2006: George A. Bekey
- 2007: Gerd Hirzinger
- 2008: Eric T. Baumgartner
- 2008: Larry H. Matthies
- 2008: Paul G. Backes
- 2009: Antal Bejczy[1]
- 2010: Toshio Fukuda
- 2011: Hirochika Inoue
- 2012: Bernard Roth[2]
- 2013: Ruzena Bajcsy
- 2014: Shigeo Hirose
- 2015: Rodney Brooks
- 2016: Raffaello D'Andrea
- 2017: Oussama Khatib
- 2018: Matthew Thomas Mason[3]
- 2019: Zexiang Li and Tao Wang
- 2020: Vijay Kumar
- 2021: Tomas Lozano-Perez e Jean-Claude Latombe
- 2022: Wolfram Burgard